# Prinsens Palæ (Slesvig)
Prinsens Palæ i Slesvig by er opført i 1700 som trelænget herregård i barok stil og huser i dag Slesvig-Holstens landsarkiv. Bygningen ligger tæt ved Gottorp Slot lidt uden for byens centrum i Frederiksberg. Prinsens Palæ er opkaldt efter prins Frederik af Nør.
I Prinsens Palæ besluttede et dansk krigsråd, i den 2. Slesvigske Krig, under kommando af general Christian de Meza den 4. februar 1864 at trække den danske hær tilbage fra Dannevirke (→ Rømningen af Dannevirke i 1864). Dagen efter trak den danske hær sig under en snestorm tilbage.
I dag har landsarkivet til huse her med mere end 12.000 pergamentdokumenter, 25.000 kort og næsten 30.000 meter med reoler fyldt af dokumenter. Landets historiske præsensbibliotek omfatter mere end 100.000 bind. Besøget i landsarkivet er gratis.
Bygningen er fredet.